# Campionat de Catalunya de natació - 200 metres papallona
Els 200 metres papallona és una prova del Campionat de Catalunya de natació que es realitza des de la temporada 1953 en categoria masculina i 1967 en categoria femenina, organitzada per la Federació Catalana de Natació (FCN). La modalitat de papallona fou la darrera de les quatre modalitats de la natació en incorporar-se al calendari de competició. L'any 1953 començà a disputar-se la prova de 200 metres en categoria masculina i la de 100 metres en categoria femenina. L'any 1960 es disputà de forma aïllada la prova de 100 metres en categoria masculina, però no fou fins 1967 quan de forma definitiva tant homes com dones competiren en les dues proves fins a l'actualitat.
El primer vencedor de la prova fou Javier Alberti Cimiano del CN Barcelona amb un temps de 2:47.8. Joaquim Pujol Simón, del CN Banyoles, fou campió l'any 1962 baixant per primer cop del minut i mig (2:30.0). Va caldre esperar fins a l'any 1982 perquè un nedador guanyés baixant de 2 minuts 10 segons. Fou Albert Buxeda Mestre del CN Sabadell (2:09.1). Pel que fa a les noies, la primera guanyadora fou Montserrat Tomàs Comas d’Argemir, del CN Barcelona, amb un temps de 2:55.8. Magda Camps i Paget, del Sabadell, va guanyar el 1977 baixant per primer cop dels dos minuts i mig (2:28.0). L'any 2012 Mireia Belmonte i García, CN Sabadell, va guanyar el campionat amb un temps espectacular de 2:08.98.
Fins a l'any 2023, en categoria masculina, Javier Alberti Cimiano fou campió en set ocasions, seguit per Joan Lluís Pons Ramon amb cinc i Juan José Ulacia Gallego i Erik Alda Sánchez amb quatre. En categoria femenina, Elisabeth Homet Sabata fou campiona en set ocasions, seguida de Judit Ignacio Sorribes amb quatre.

## Historial

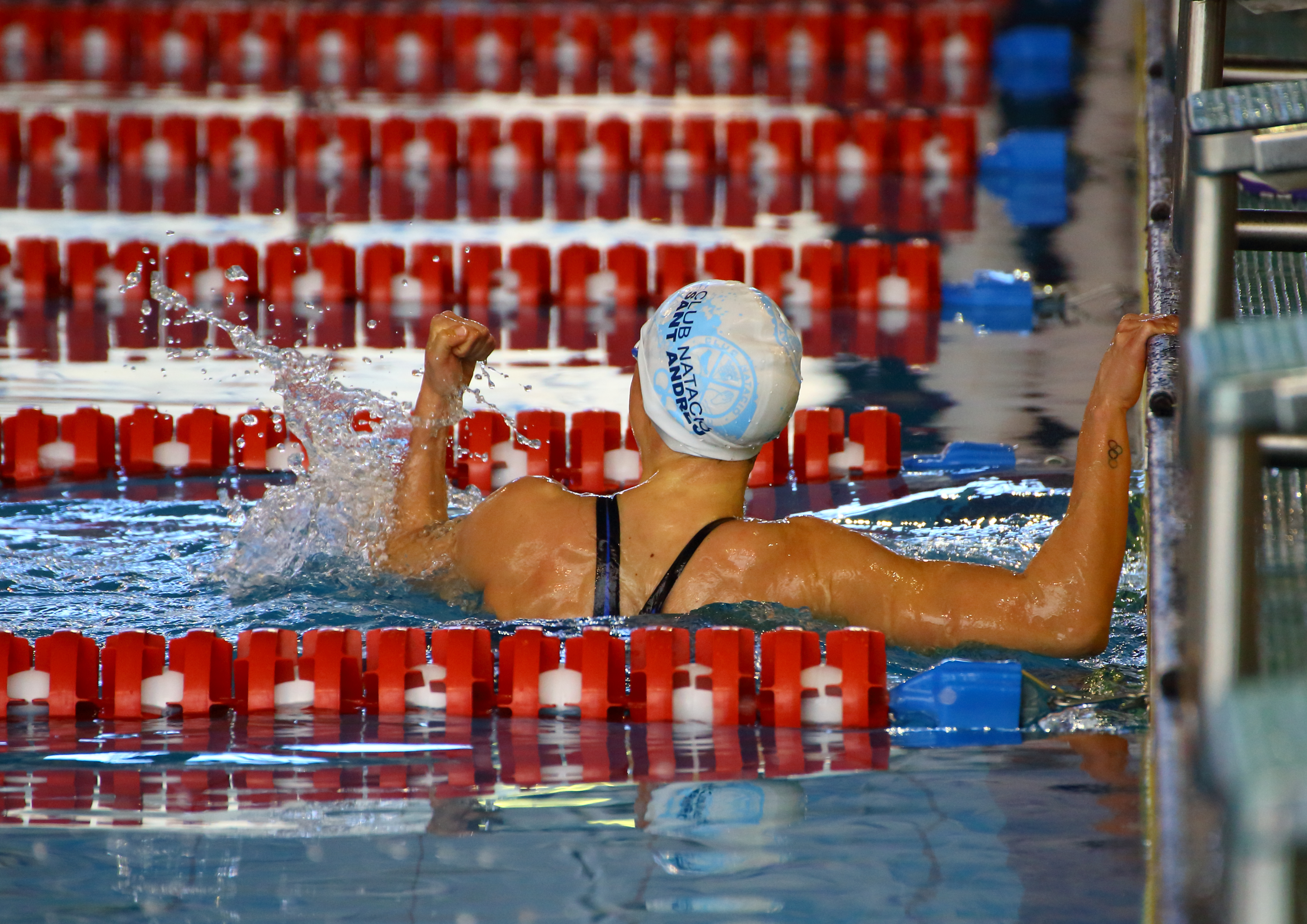
Jessica Vall guanyà el Campionat de Catalunya de 200 metres papallona l'any 2018.

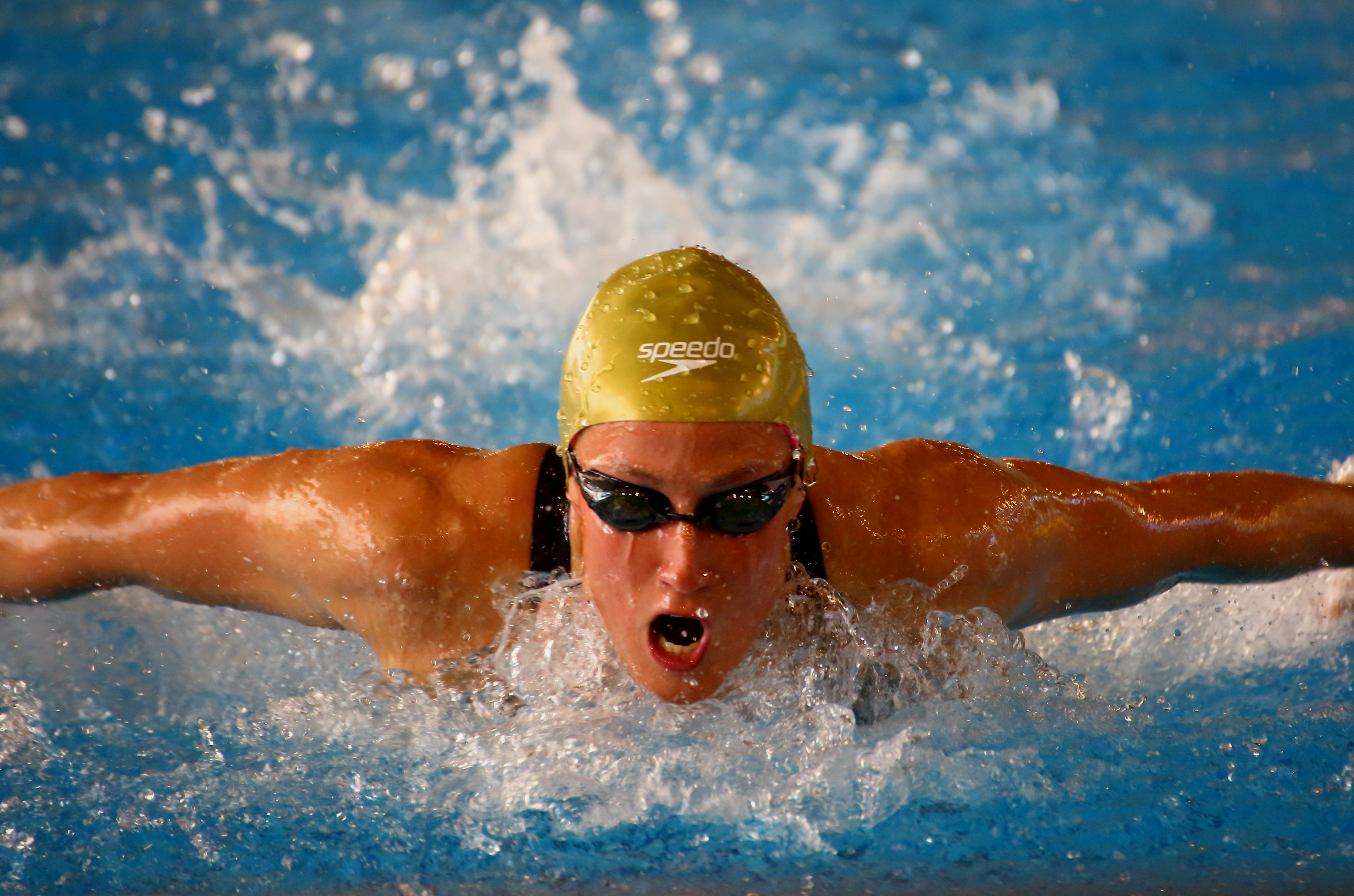
Mireia Belmonte fou campiona de Catalunya de 200 metres papallona en tres ocasions.

| Edició   | Data    | Competició masculina     | Competició masculina | Competició masculina | Competició femenina               | Competició femenina               | Competició femenina               | refs.       |
| Edició   | Data    | Campió                   | Club                 | Temps                | Campiona                          | Club                              | Temps                             | refs.       |
| -------- | ------- | ------------------------ | -------------------- | -------------------- | --------------------------------- | --------------------------------- | --------------------------------- | ----------- |
| XXXIV    | 1953    | Javier Alberti Cimiano   | CN Barcelona         | 2:47.8               | la prova femenina començà el 1967 | la prova femenina començà el 1967 | la prova femenina començà el 1967 | [ 2 ] [ 3 ] |
| XXXV     | 1954    | Josep Bazán Vilaldach    | CN Barcelona         | 2:48.6               | la prova femenina començà el 1967 | la prova femenina començà el 1967 | la prova femenina començà el 1967 | [ 2 ] [ 3 ] |
| XXXVI    | 1955    | Javier Alberti Cimiano   | CN Barcelona         | 2:54.8               | la prova femenina començà el 1967 | la prova femenina començà el 1967 | la prova femenina començà el 1967 | [ 2 ] [ 3 ] |
| XXXVII   | 1956    | Javier Alberti Cimiano   | CN Barcelona         | 2:44.4               | la prova femenina començà el 1967 | la prova femenina començà el 1967 | la prova femenina començà el 1967 | [ 2 ] [ 3 ] |
| XXXVIII  | 1957    | Javier Alberti Cimiano   | CN Barcelona         | 2:45.5               | la prova femenina començà el 1967 | la prova femenina començà el 1967 | la prova femenina començà el 1967 | [ 2 ] [ 3 ] |
| XXXIX    | 1958    | Javier Alberti Cimiano   | CN Barcelona         | 2:48.0               | la prova femenina començà el 1967 | la prova femenina començà el 1967 | la prova femenina començà el 1967 | [ 2 ] [ 3 ] |
| XL       | 1959    | Javier Alberti Cimiano   | CN Barcelona         | 2:46.9               | la prova femenina començà el 1967 | la prova femenina començà el 1967 | la prova femenina començà el 1967 | [ 2 ] [ 3 ] |
| XLI      | 1960    | Javier Alberti Cimiano   | CN Barcelona         | 2:46.8               | la prova femenina començà el 1967 | la prova femenina començà el 1967 | la prova femenina començà el 1967 | [ 2 ] [ 3 ] |
| XLII     | 1961    | Josep Claret Ciuró       | CN Barcelona         | 2:37.1               | la prova femenina començà el 1967 | la prova femenina començà el 1967 | la prova femenina començà el 1967 | [ 2 ] [ 3 ] |
| XLIII    | 1962    | Joaquim Pujol Simón      | CN Banyoles          | 2:30.0               | la prova femenina començà el 1967 | la prova femenina començà el 1967 | la prova femenina començà el 1967 | [ 2 ] [ 3 ] |
| XLIV     | 1963    | Joaquim Pujol Simón      | CN Banyoles          | 2:24.7               | la prova femenina començà el 1967 | la prova femenina començà el 1967 | la prova femenina començà el 1967 | [ 2 ] [ 3 ] |
| XLV      | 1964    | Jesús Roig Fernández     | CN Sabadell          | 2:26.5               | la prova femenina començà el 1967 | la prova femenina començà el 1967 | la prova femenina començà el 1967 | [ 2 ] [ 3 ] |
| XLVI     | 1965    | Joaquim Pujol Simón      | CN Banyoles          | 2:18.4               | la prova femenina començà el 1967 | la prova femenina començà el 1967 | la prova femenina començà el 1967 | [ 2 ] [ 3 ] |
| XLVII    | 1966    | Esteve Cardellach López  | CN Terrassa          | 2:21.1               | la prova femenina començà el 1967 | la prova femenina començà el 1967 | la prova femenina començà el 1967 | [ 2 ] [ 3 ] |
| XLVIII   | 1967    | Jesús Roig Fernández     | CN Sabadell          | 2:19.0               | Montserrat Tomàs                  | CN Barcelona                      | 2:55.8                            | [ 2 ] [ 3 ] |
| XLIX     | 1968    | Vicenç Monsonís Pujol    | CN Barceloneta       | 2:18.1               | Montserrat Tomàs                  | CN Barcelona                      | 2:58.9                            | [ 2 ] [ 3 ] |
| L        | 1969    | Esteve Cardellach López  | CN Terrassa          | 2:20.6               | Misericordia Sedó Garcia          | CN Reus Ploms                     | 2:52.6                            | [ 2 ] [ 3 ] |
| LI       | 1970    | Esteve Cardellach López  | CN Terrassa          | 2:16.6               | Victoria Buxeda Llonch            | CN Sabadell                       | 2:45.0                            | [ 2 ] [ 3 ] |
| LII      | 1971    | Santiago Esteva Escoda   | CN Sabadell          | 2:17.5               | Aurora Chamorro                   | CN Poble Nou                      | 2:40.6                            | [ 2 ] [ 3 ] |
| LIII     | 1972    | Toni Esteller Serrahima  | CN Barcelona         | 2:20.3               | Maria Neus Panadell               | CN Manresa                        | 2:34.7                            | [ 2 ] [ 3 ] |
| LIV      | 1973    | Vicenç Monsonís Pujol    | CN Barceloneta       | 2:19.0               | Aurora Chamorro                   | CN Poble Nou                      | 2:34.0                            | [ 2 ] [ 3 ] |
| LV       | 1974    | Josep Bonet Campos       | CN Barceloneta       | 2:15.3               | Sílvia Fontana Solà               | CN Tarraco                        | 2:33.1                            | [ 2 ] [ 3 ] |
| LVI      | 1975    | Joan C. Núñez Pérez      | CN Sabadell          | 2:20.3               | Olga Fernández Aguyé              | CN Barcelona                      | 2:35.2                            | [ 2 ] [ 3 ] |
| LVII     | 1976    | Josep Bonet Campos       | CN Barceloneta       | 2:13.0               | Magda Camps                       | CN Sabadell                       | 2:33.5                            | [ 2 ] [ 3 ] |
| LVIII    | 1977    | Toni Aguilar Chastellaín | CN Barcelona         | 2:13.9               | Magda Camps                       | CN Sabadell                       | 2:28.0                            | [ 2 ] [ 3 ] |
| LIX      | 1978    | Joan C. Núñez Pérez      | CN Sabadell          | 2:12.1               | Sílvia Fontana Solà               | CN Tarraco                        | 2:23.6                            | [ 2 ] [ 3 ] |
| LX       | 1979    | Ramon Albert Duch        | CN Montjuïc          | 2:14.9               | Sílvia Fontana Solà               | CN Sabadell                       | 2:25.7                            | [ 2 ] [ 3 ] |
| LXI      | 1980    | Marc Tortosa Ferrer      | CN Tarraco           | 2:15.9               | Carme Paredes Paul                | CN Sabadell                       | 2:26.8                            | [ 2 ] [ 3 ] |
| LXII     | 1981    | Albert Buxeda Mestre     | CN Sabadell          | 2:10.51              | Elisa Labori Cros                 | CN Barcelona                      | 2:28.43                           | [ 2 ] [ 3 ] |
| LXIII    | 1982    | Albert Buxeda Mestre     | CN Sabadell          | 2:09.1               | Mònica Mateu Adzerias             | CN Sabadell                       | 2:22.8                            | [ 2 ] [ 3 ] |
| LXIV     | 1983    | Jordi Martí Aparicio     | CN Sant Andreu       | 2:14.3               | Cristina Vallespí Suñé            | CN Sant Andreu                    | 2:24.4                            | [ 2 ] [ 3 ] |
| LXV      | 1984    | Albert Buxeda Mestre     | CN Sabadell          | 2:07.71              | Mònica Mateu Adzerias             | CN Sabadell                       | 2:20.38                           | [ 2 ] [ 3 ] |
| LXVI     | 1985    | Harri Garmendia          | CN Montjuïc          | 2:05.82              | Maria Àngels Domingo              | CN Sant Andreu                    | 2:24.76                           | [ 2 ] [ 3 ] |
| LXVII    | 1986    | Harri Garmendia          | CN Montjuïc          | 2:02.59              | Montserrat Gomáriz                | CN Manresa                        | 2:20.79                           | [ 2 ] [ 3 ] |
| LXVIII   | 1986-87 | Harri Garmendia          | CN Montjuïc          | 2:03.73              | M. Luisa Fernández Díaz           | CN Catalunya                      | 2:19.54                           | [ 2 ] [ 3 ] |
| LXIX     | 1987-88 | J.P. Rodríguez Adalia    | CN Montjuïc          | 2:08.50              | Mònica Cuervo Muñoz               | CN Sabadell                       | 2:19.42                           | [ 2 ] [ 3 ] |
| LXX      | 1988-89 | J.P. Rodríguez Adalia    | CN Montjuïc          | 2:07.04              | M. Luisa Fernández Díaz           | CN Catalunya                      | 2:17.94                           | [ 2 ] [ 3 ] |
| LXXI     | 1989-90 | David Granados Urbano    | CN Manresa           | 2:08.58              | Núria Castelló                    | CN Gavà                           | 2:18.01                           | [ 2 ] [ 3 ] |
| LXXII    | 1990-91 | Erik Alda Sánchez        | CN Manresa           | 2:06.04              | Mònica Colomina García            | CN Sabadell                       | 2:17.54                           | [ 2 ] [ 3 ] |
| LXXIII   | 1991-92 | Erik Alda Sánchez        | CN Manresa           | 2:07.41              | Mònica Colomina García            | CN Sabadell                       | 2:19.40                           | [ 2 ] [ 3 ] |
| LXXIV    | 1992-93 | Erik Alda Sánchez        | CN Manresa           | 2:05.83              | Núria Castelló                    | CE Mediterrani                    | 2:18.69                           | [ 2 ] [ 3 ] |
| LXXV     | 1993-94 | Erik Alda Sánchez        | CN Catalunya         | 2:04.37              | Lourdes Becerra                   | CN Sabadell                       | 2:20.37                           | [ 2 ] [ 3 ] |
| LXXVI    | 1994-95 | Jorge Pérez Salinas      | CE Mediterrani       | 2:04.39              | Lourdes Becerra                   | CN Sabadell                       | 2:19.80                           | [ 2 ] [ 3 ] |
| LXXVII   | 1995-96 | Jorge Pérez Salinas      | CE Mediterrani       | 2:06.10              | Elisab. Homet Sabata              | CN Sabadell                       | 2:19.28                           | [ 2 ] [ 3 ] |
| LXXVIII  | 1996-97 | Fco. José Porcar Puig    | CN Catalunya         | 2:05.35              | Elisab. Homet Sabata              | CN Sabadell                       | 2:17.36                           | [ 2 ] [ 3 ] |
| LXXIX    | 1997-98 | Fco. José Porcar Puig    | CN Catalunya         | 2:07.31              | Elisab. Homet Sabata              | CN Sabadell                       | 2:19.33                           | [ 2 ] [ 3 ] |
| LXXX     | 1998-99 | Jordi Robirola Pinsach   | CN Banyoles          | 2:03.62              | Elisenda Pérez Valls              | CN Sabadell                       | 2:21.00                           | [ 2 ] [ 3 ] |
| LXXXI    | 1999-00 | Jordi Pau Martínez       | CN Sant Andreu       | 2:03.47              | Elisab. Homet Sabata              | CN Sabadell                       | 2:18.76                           | [ 2 ] [ 3 ] |
| LXXXII   | 2000-01 | Jordi Robirola Pinsach   | CE Mediterrani       | 2:05.45              | Elisabet Fernández Currius        | CAN Torelló                       | 2:23.98                           | [ 2 ] [ 3 ] |
| LXXXIII  | 2001-02 | Juan José Ulacia         | CN Sabadell          | 2:05.65              | Mireia García Sánchez             | CN Hospitalet                     | 2:14.43                           | [ 2 ] [ 3 ] |
| LXXXIV   | 2002-03 | Juan José Ulacia         | CN Sabadell          | 2:02.79              | Mireia García Sánchez             | CN Hospitalet                     | 2:13.72                           | [ 2 ] [ 3 ] |
| LXXXV    | 2003-04 | Juan José Ulacia         | CN Sabadell          | 2:02.08              | Elisab. Homet Sabata              | CN Sabadell                       | 2:16.66                           | [ 2 ] [ 3 ] |
| LXXXVI   | 2004-05 | Juan José Ulacia         | CN Sabadell          | 2:03.06              | Elisab. Homet Sabata              | CN Sabadell                       | 2:16.65                           | [ 2 ] [ 3 ] |
| LXXXVII  | 2005-06 | Teo Edo Farré            | CN Sant Andreu       | 2:08.07              | Elisab. Homet Sabata              | CN Sabadell                       | 2:16.15                           | [ 2 ] [ 3 ] |
| LXXXVIII | 2006-07 | Alberto Gallardo Flores  | CN Cornellà          | 2:11.34              | Erika Villaécija                  | CN Hospitalet                     | 2:17.00                           | [ 2 ] [ 3 ] |
| LXXXIX   | 2007-08 | Marc Garcia Artigas      | CN Hospitalet        | 2:11.46              | Mireia Belmonte                   | CN Hospitalet                     | 2:14.90                           | [ 2 ] [ 3 ] |
| XC       | 2008-09 | Eduard Galdeano Garcia   | CN Tarraco           | 2:00.91              | Carla Campo Casajús               | CN Terrassa                       | 2:13.80                           | [ 2 ] [ 3 ] |
| XCI      | 2009-10 | Eduard Galdeano Garcia   | CN Tarraco           | 2:02.49              | Mireia Belmonte                   | CN Sabadell                       | 2:13.07                           | [ 2 ] [ 3 ] |
| XCII     | 2010-11 | Eduard Galdeano Garcia   | CN Tarraco           | 2:04.07              | Carla Campo Casajús               | CN Terrassa                       | 2:14.33                           | [ 2 ] [ 3 ] |
| XCIII    | 2011-12 | Carles Faro Molina       | CN Terrassa          | 2:03.62              | Mireia Belmonte                   | CN Sabadell                       | 2:08.98                           | [ 2 ] [ 3 ] |
| XCIV     | 2012-13 | Albert Puig Garrich      | CN Terrassa          | 2:03.36              | Judit Ignacio                     | CN Sabadell                       | 2:12.87                           | [ 2 ] [ 3 ] |
| XCV      | 2013-14 | Cristian Vásquez         | CN Banyoles          | 2:05.53              | Judit Ignacio                     | CN Sabadell                       | 2:10.28                           | [ 2 ] [ 3 ] |
| XCVI     | 2014-15 | Joan Ballester Puig      | CE Mediterrani       | 2:06.04              | Judit Ignacio                     | CN Sabadell                       | 2:11.39                           | [ 2 ] [ 3 ] |
| XCVII    | 2015-16 | Esnáider Rey Reales      | CN Terrassa          | 2:02.86              | Judit Ignacio                     | CN Sabadell                       | 2:10.84                           | [ 2 ] [ 3 ] |
| XCVIII   | 2016-17 | Marc Sánchez Torrens     | CN Sabadell          | 2:02.26              | Carla Campo Casajús               | CN Terrassa                       | 2:18.01                           | [ 2 ] [ 3 ] |
| XCIX     | 2017-18 | Antonio Arroyo Pérez     | CE Mediterrani       | 2:08.09              | Jessica Vall                      | CN Sant Andreu                    | 2:16.62                           | [ 2 ] [ 3 ] |
| C        | 2018-19 | Joan Lluís Pons          | CN Sant Andreu       | 2:00.81              | Júlia Pujadas Rusiñol             | CN Sant Andreu                    | 2:15.87                           | [ 2 ] [ 3 ] |
| CI       | 2019-20 | Joan Lluís Pons          | CN Sant Andreu       | 2:02.05              | Júlia Pujadas Rusiñol             | CN Sant Andreu                    | 2:14.48                           | [ 2 ] [ 3 ] |
| CII      | 2020-21 | Joan Lluís Pons          | CN Sant Andreu       | 2:02.44              | Catalina Corró                    | CN Sabadell                       | 2:14.63                           | [ 2 ] [ 3 ] |
| CIII     | 2021-22 | Joan Lluís Pons          | CN Sant Andreu       | 2:02.79              | Estel Xuan Galo                   | CN Granollers                     | 2:18.19                           | [ 2 ] [ 3 ] |
| CIV      | 2022-23 | Joan Lluís Pons          | CN Sant Andreu       | 2:02.89              | Júlia Pujadas Rusiñol             | CN Sant Andreu                    | 2:17.88                           | [ 2 ] [ 3 ] |